# Myriam Nicole
Myriam Nicole (* 8. Februar 1990 in Montpellier) ist eine französische Mountainbikerin, die sich auf die Disziplin Downhill spezialisiert hat.

## Sportlicher Werdegang
Zum Radsport kam Nicole im Alter von vier Jahren durch ihre drei älteren Brüder. Ihr Talent für den Downhill wurde im Teenager-Alter von der französischen Managerin Sébastien Chavet entdeckt. Bereits im Juniorenalter gewann sie zwei Medaillen bei den UCI-Mountainbike-Weltmeisterschaften.
Im Jahr 2009 wechselte Nicole mit 19 Jahren in die Elite. In ihren ersten fünf Weltcup-Rennen kam sie jeweils unter die Top 8, aber ein Rennunfall in Mont Sainte-Anne Kanada führte zu einem Schlüsselbeinbruch und dem vorzeitigen Ende der Saison. Im Jahr 2010 trat Nicole dem Commencal-Team bei. Sie gewann bei den Europameisterschaften ihren ersten internationalen Titel und belegte den fünften Platz bei den Weltmeisterschaften. 2011 gewann sie ihr erstes Weltcup-Rennen in der Val di Sole. Bei den Weltmeisterschaften 2011 hatte sie bei den Zwischenzeiten einen Vorsprung von 10 Sekunden, aber ein Sturz in Sichtweite der Ziellinie verhinderte ihren ersten Weltmeistertitel. Bis 2016 folgten mehrere Podiumsplatzierungen im Weltcup, ein weiterer Sieg blieb ihr jedoch verwehrt.
Die Saison 2017 war die bisher stärkste von Nicole: sie gewann zwei Weltcup-Rennen und stand insgesamt bei sechs von sieben Rennen auf dem Podium. Folgerichtig gewann sie die Weltcup-Gesamtwertung im Downhill. Nach dem zweiten Platz bei den Weltmeisterschaften beendete sie die Saison auf Platz 1 in der Weltrangliste im Downhill. Die Saison 2018 begann sie mit drei Podiumsplatzierungen im Weltcup, eine Sturzverletzung im Training verhinderte jedoch die Titelverteidigung im Gesamt-Weltcup. Auch in der Saison 2019 musste sie aufgrund einer Fußverletzung zunächst pausieren, erst bei den Weltmeisterschaften kehrte sie in Renngeschehen zurück und wurde Weltmeisterin im Downhill. 2020 konnte sie mit einem Weltcup-Sieg, der Silbermedaille bei den Weltmeisterschaften und Platz 1 in der Weltrangliste an die Leistungen anknüpfen.
In der Saison 2021 wurde Nicole in Val di Sole nach 2019 das zweite Mal Weltmeisterin im Downhill. Im Weltcup gewann sie zwei Rennen und verpasste den Gewinn der Weltcup-Gesamtwertung beim letzten Rennen durch einen Sturz kurz vor dem Ziel. In der Saison 2022 gewann sie erneut zwei Weltcup-Rennen und wurde wieder zweite der Gesamtwertung. Bei den Weltmeisterschaften stand sie in dieser Saison auf dem Bronzeplatz. Nach einem schweren Trainingssturz im Februar fiel sie in der Saison 2023 komplett aus.

## Erfolge
| 2007 - Weltmeisterschaften (Junioren) – Downhill 2008 - Weltmeisterschaften (Junioren) – Downhill 2010 - Europameisterin – Downhill 2011 - Französische Meisterin – Downhill - ein Weltcup-Erfolg – Downhill 2014 - Französische Meisterin – Downhill 2016 - Weltmeisterschaften – Downhill - Französische Meisterin – Downhill 2017 - Weltmeisterschaften – Downhill - Französische Meisterin – Downhill - zwei Weltcup-Erfolge – Downhill - Gesamtwertung UCI-MTB-Weltcup – Downhill | 2018 - Weltmeisterschaften – Downhill - ein Weltcup-Erfolg – Downhill 2019 - Weltmeisterin – Downhill 2020 - Weltmeisterschaften – Downhill - Französische Meisterin – Downhill - ein Weltcup-Erfolg – Downhill 2021 - Weltmeisterin – Downhill - zwei Weltcup-Erfolge – Downhill 2022 - Weltmeisterschaften – Downhill - zwei Weltcup-Erfolge – Downhill |